# Niederhof (Much)
Niederhof ist ein Ortsteil der Gemeinde Much im Rhein-Sieg-Kreis.

## Lage
Niederhof liegt im oberen Wahnbachtal an der Bundesstraße 56. Nachbarorte sind Oberwahn im Norden, Altenhof im Nordosten und Niederwahn im Westen.

## Geschichte
Niederhof wurde 1545 erstmals urkundlich erwähnt.
1901 hatte der Weiler 22 Einwohner. Hier wohnten die Haushalte Ackerer Wilhelm Höller, Ackerin Witwe Heinrich Josef Jung, Maurer Gerhard Röger, Gastwirtin Franziska Steimel und Ackerer Josef Steimel.